# Sierra de Tatul

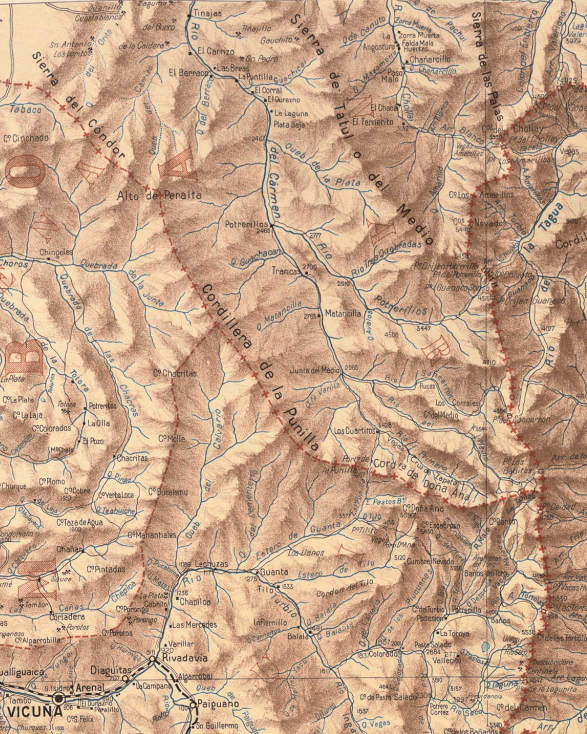
La cordillera de Tatul o del Medio, la Cordillera de Doña Ana y la cordillera de la Punilla, al noreste de la ciudad de Vicuña, en el mapa de Chile de 1910, página 16 de Luis Risopatrón.
++++o Límite internacional (o son los hitos).
+-+-+ Límite provincial.
----- Límite departamental.

La sierra de Tatul o sierra del Medio es un cordón montañoso que va desde la frontera internacional de la Región de Atacama hasta la confluencia de los ríos El Tránsito y El Carmen. Es, de esa manera, la divisoria de ambos cursos de agua.: 230 
En Diccionario Geográfico de la República de Chile publicada en 1899, Francisco Solano Asta-Buruaga y Cienfuegos escribió sobre el lugar:
Tatul.-—Sierra sobre el riachuelo de los Españoles cerca de la aldea de Alto del Carmen en el departamento de Vallenar.